# Isocybus horizontalis
Isocybus horizontalis is een vliesvleugelig insect uit de familie van de Platygastridae. De wetenschappelijke naam van de soort is voor het eerst geldig gepubliceerd in 1913 door Kieffer.